# Afella N'Dra
Afella N Dra (franska: Afella N Dra (CR), Afella N Dra (Commune Rurale), arabiska: زاكورة (البلدية)) är en kommun i Marocko.   Den ligger i provinsen Zagora och regionen Drâa-Tafilalet, i den centrala delen av landet, 400 km söder om huvudstaden Rabat. Antalet invånare är 7 161.